# هنريكي كوستا
هنريكي كوستا (بالبرتغالية: Henrique Costa‏) هو لاعب كرة قدم برازيلي، ولد في 23 أبريل 1995 في البرازيل.